# Gesù di Lubecca
La Gesù di Lubecca (en. Jesus of Lübeck; de. Jesus von Lübeck) era una caracca costruita a Lubecca all'inizio del XVI secolo. Intorno al 1540 la nave, utilizzata principalmente per scopi rappresentativi, fu acquisita da Enrico VIII d'Inghilterra per la sua flotta. La nave fu impiegata durante l'invasione francese dell'Isola di Wight nel 1545. Insieme alla Samson fu usata in un tentativo infruttuoso di recuperare l'ammiraglia di Enrico VIII, la Mary Rose, dopo che era stata affondata nella Battaglia del Solent. In seguito fu noleggiata a un gruppo di mercanti nel 1563 da Elisabetta I d'Inghilterra e fu utilizzata nella tratta atlantica degli schiavi africani da John Hawkins che organizzò quattro viaggi in Africa occidentale e nelle Indie occidentali tra il 1562 e il 1568. Durante l'ultimo viaggio, la Gesù, insieme a diverse altre navi inglesi, fu dirottata da una tempesta a San Juan de Ulúa (odierna Veracruz - Messico), ove incontrò una flotta spagnola, nel settembre del 1568. Nella risultante battaglia, la Gesù fu debilitata dalle bordate dell'artiglieria spagnola, abbandonata da Hawkins ed infine abbordata e catturato dalla San Salvador al comando del capitano Juan de Ubilla. Gravemente danneggiata, fu venduta per 601 ducati a un commerciante locale.